# Büşra Develi
Büşra Develi (* 25. August 1993 in Izmit) ist eine türkische Schauspielerin.

## Leben und Karriere
Develi wurde am 25. August 1993 in Izmit geboren. Sie studierte an der Mimar Sinan Üniversitesi. Ihr Debüt gab sie 2015 in der Fernsehserie Tatlı Küçük Yalancılar. 2016 war sie in der Serie Tatlı İntikam zu sehen. Außerdem spielte sie in dem Film Arada die Hauptrolle. Unter anderem wurde Develi für den Film Ayla gecastet. Von 2017 bis 2018 bekam sie in der Serie Fi die Hauptrolle. Anschließend trat sie 2022 in Erkek Severse auf.

## Filmografie
Filme
- 2017: Ayla
- 2017: Bitmiş Aşklar Müzesi
- 2018: Hadi Be Oğlum
- 2018: Arada
- 2020: Karakomik Filmler 2: Deli

Serien
- 2015: Tatlı Küçük Yalancılar
- 2016: Tatlı İntikam
- 2018: Mehmed: Bir Cihan Fatihi
- 2017–2018: Fi
- 2022: Erkek Severse